# Jorge Trujillo
Jorge Antonio Trujillo Sarmiento (El Zulia, Norte de Santander, Colombia, 6 de octubre de 1967) es un predicador pentecostal, y político colombiano, fue senador de la República entre los años 2009 y 2010 por el  Partido Convergencia Ciudadana, fue candidato presidencial en las elecciones presidenciales de 2018 por el movimiento Todos Somos Colombia, antes Fundación Ébano de Colombia (Funeco).

## Biografía
Es el cuarto de seis hijos, la mayor parte de su vida la ha pasado en la ciudad de Cúcuta, es reconocido por ser el Pastor General y Fundador de la iglesia Casa de Reino.   llegó a Bogotá a comienzos del año 2000 e inicio la congregación Centro Cristiano Monte de Sion de las Asambleas de Dios, una iglesia con más de 300 miembros.
Está casado con Sulamita Satirio Dos Santos, hija del misionero brasileño José Satirio Dos Santos, tienen dos hijos: Karla Tatiana y Jorge Andrés.

## Carrera política
Jorge Trujillo no es nuevo en la política fue senador de la República entre los años 2009 y 2010 por el  Partido Convergencia Ciudadana exsenador del Partido Opción Ciudadana, antiguo PIN, que reemplazó en su curul al condenado por parapolítica, Juan Carlos Martínez de su mismo partido. Trabajó en proyectos sobre la libertad de cultos, fue ponente de la Ley del Presupuesto para la Nación de 2010, en sus intervenciones en el capitolio tuvo posturas críticas frente a temas polémicos como el aborto, la eutanasia, la prostitución  en varias regiones del país.

## Propuestas en su campaña presidencial
En su campaña presidencial, habla de un orden de prioridades:
- Primero, Dios.
- Segundo, La familia como núcleo de la sociedad.
- Tercero, La Iglesia.
- cuarto, La nación.[8]

El Movimiento Todos Somos Colombia  T.S.C se define como un “movimiento de carácter político, social, autónomo, pluriétnico, pluricultural, educativo, pacifista, equitativo, y desarrollista.

### Educación
Quiere crear el Fondo Nacional de Infraestructura Educativa, el cual destinará el 3% del IVA.

### Seguridad Ciudadana
Quiere crear una estrategia de apoyo tecnológico, ‘Yo te observo’, con la cual los ciudadanos demanden una mejor seguridad pública, con cámaras y equipos de reconocimiento facial que permitirán el control e identificación en tiempo real de los delincuentes para combatir el delito.

### Ser pilo paga
Quiere crear la Agencia Nacional de Asistencia Educacional, en la cual se tendrán 100.000 beneficiarios al año del programa Ser Pilo Paga, de manera proporcional a cada departamento

### Aborto
Se compromete con el no al aborto ya que según su criterio la vida humana debe ser respetada y protegida de manera absoluta desde el momento de su concepción.